# Coupeville
Coupeville az Amerikai Egyesült Államok északnyugati részén, Washington állam Island megyéjében elhelyezkedő város, a megye székhelye. A 2010. évi népszámlálási adatok alapján 1831 lakosa van.
A névadó Thomas Coupe által az 1850-es években alapított település 1910. április 20-án (más források szerint 25-én) kapott városi rangot.

## Éghajlat
A város éghajlata mediterrán (a Köppen-skála szerint Csb).
| Hónap                         | Jan.  | Feb.  | Már.  | Ápr. | Máj. | Jún. | Júl. | Aug. | Szep. | Okt. | Nov.  | Dec.  | Év    |
| ----------------------------- | ----- | ----- | ----- | ---- | ---- | ---- | ---- | ---- | ----- | ---- | ----- | ----- | ----- |
| Rekord max. hőmérséklet (°C)  | 18,3  | 20,6  | 25,6  | 27,2 | 30,0 | 32,8 | 35,6 | 36,7 | 32,8  | 26,1 | 20,0  | 21,1  | 36,7  |
| Átlagos max. hőmérséklet (°C) | 8,3   | 10,0  | 12,2  | 15,0 | 17,8 | 20,0 | 22,8 | 23,3 | 20,6  | 15,0 | 10,6  | 7,8   | 15,3  |
| Átlagos min. hőmérséklet (°C) | 2,8   | 2,2   | 3,9   | 5,6  | 7,8  | 10,0 | 11,1 | 11,1 | 9,4   | 6,7  | 3,9   | 1,7   | 6,4   |
| Rekord min. hőmérséklet (°C)  | −16,1 | −15,0 | −18,0 | −3,9 | −2,2 | 1,7  | 4,4  | 3,3  | −1,7  | −6,7 | −14,4 | −17,2 | −18,0 |
| Átl. csapadékmennyiség (mm)   | 64    | 44    | 48    | 42   | 47   | 34   | 22   | 20   | 32    | 50   | 80    | 64    | 547   |
| Forrás: The Weather Channel   |       |       |       |      |      |      |      |      |       |      |       |       |       |

## Népesség
A 2010-es népszámláláskor a városnak 1831 lakója, 806 háztartása és 428 családja volt. A népsűrűség 556,5 fő/km2. A lakóegységek száma 933, sűrűségük 283,6 db/km2. A lakosok 87,2%-a fehér, 1,6%-a afroamerikai, 0,6%-a indián, 1,9%-a ázsiai, 0,3%-a a Csendes-óceáni szigetekről származik, 4,2%-a egyéb, 4,3%-a pedig kettő vagy több etnikumú. A spanyol vagy latino származásúak aránya 9% (   )
A háztartások 21,1%-ában élt 18 évnél fiatalabb. 42,8% házas, 7,3% egyedülálló nő, 3% egyedülálló férfi, 46,9% pedig nem család. 40% egyedül élt; 19,4%-uk 65 éves vagy idősebb. Egy háztartásban átlagosan 2,06 személy élt; a családok átlagmérete 2,77 fő.
A medián életkor 51,1 év volt. A város lakóinak 17,1%-a 18 évesnél fiatalabb, 6,3% 18 és 24 év közötti, 19,1%-uk 25 és 44 év közötti, 29,9%-uk 45 és 64 év közötti, 27,5%-uk pedig 65 éves vagy idősebb. A lakosok 44,3%-a férfi, 55,7%-a pedig nő.

## Nevezetes személyek
- Adrienne Lyle, díjlovagló[12]
- Guy Bond, pszichológus[13]

## Fordítás
- Ez a szócikk részben vagy egészben  a   Coupeville, Washington című angol Wikipédia-szócikk ezen változatának fordításán alapul.  Az eredeti cikk szerkesztőit annak laptörténete sorolja fel. Ez a jelzés csupán a megfogalmazás eredetét és a szerzői jogokat jelzi, nem szolgál a cikkben szereplő információk forrásmegjelöléseként.